# Dunn Loring (Metro de Washington)
Dunn Loring es una estación en la línea Naranja del Metro de Washington, administrada por la Autoridad de Tránsito del Área Metropolitana de Washington. La estación se encuentra localizada en 2700 Gallows Road en Vienna, Virginia. La estación Dunn Loring fue inaugurada el 7 de junio de 1986.

## Descripción
La estación Dunn Loring cuenta con 1 plataforma central. La estación también cuenta con 1,319 de espacios de aparcamiento, 40 espacios para bicicletas y con 34 casilleros.

## Conexiones
La estación es abastecida por las siguientes conexiones de autobuses: 
- Rutas del MetroBus y Fairfax Connector